# Synagoge (Dąbie)
Koordinaten: 52° 5′ 11,4″ N, 18° 49′ 18,8″ O

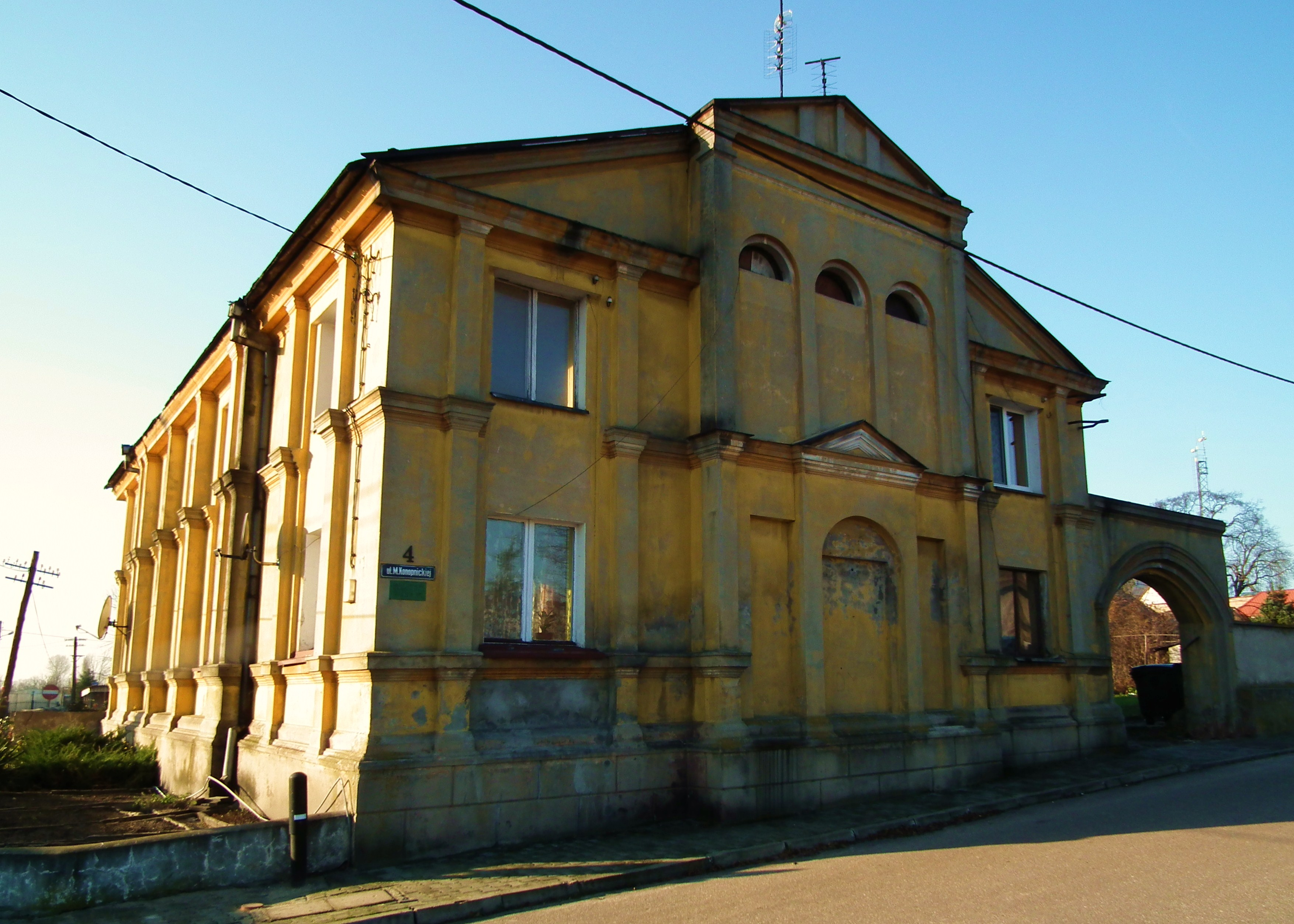
Ehemalige Synagoge in Dąbie

Die Synagoge in Dąbie, einer polnischen Stadt in der Woiwodschaft Großpolen, wurde 1890 errichtet. Die profanierte Synagoge in der Maria-Konopnicka-Straße 4 ist ein geschütztes Kulturdenkmal.
Die Synagoge im Stil des Historismus wurde von den deutschen Besatzern während des Zweiten Weltkriegs verwüstet. Nach dem Krieg wurde das Gebäude zu einem Wohnhaus umgebaut.